# مصيدة الكركند

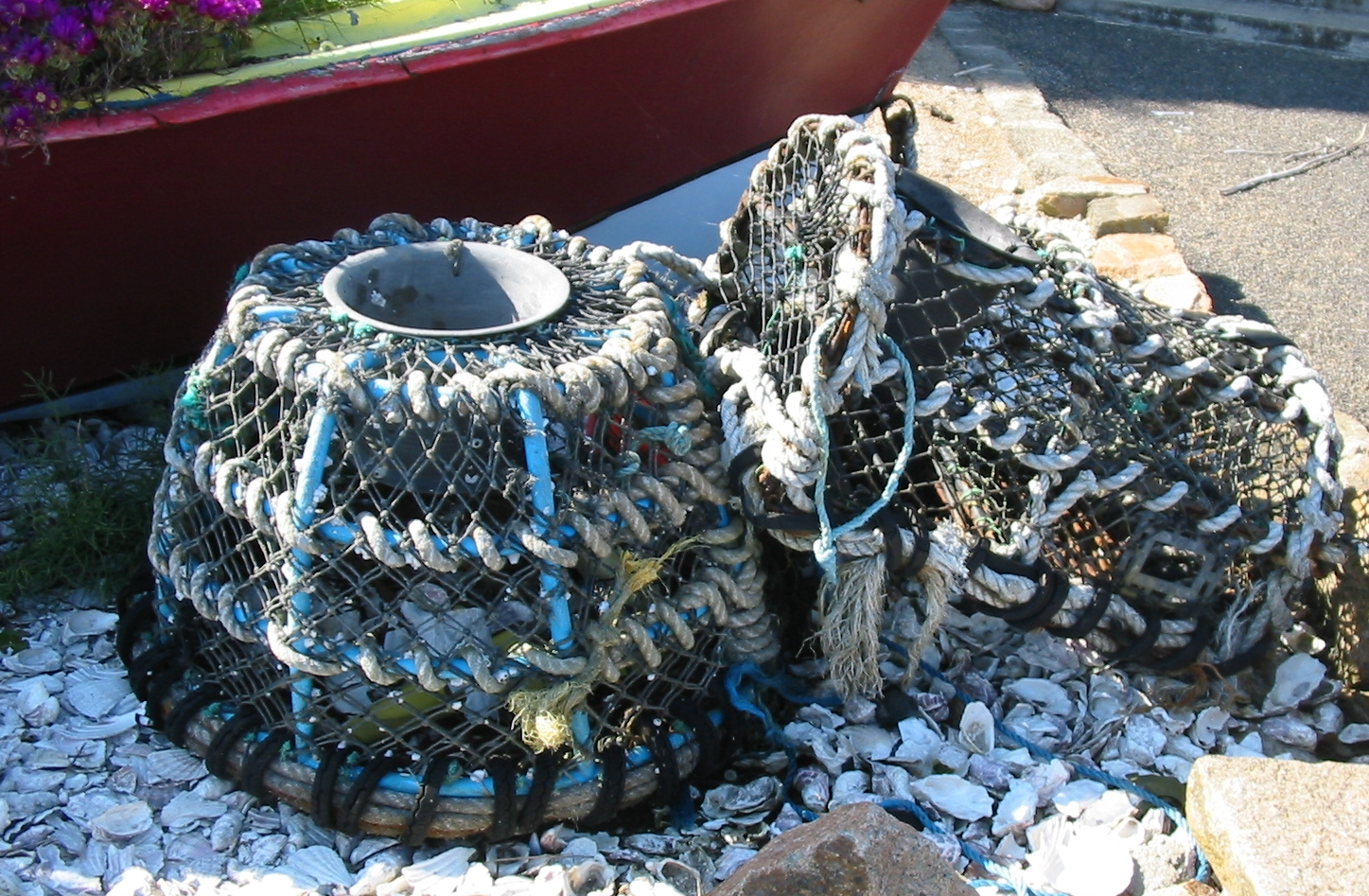
أواني جراد البحر في جيرسي

مصيدة جراد البحر أو مصيدة الكركند هي مصيدة محمولة لصيد جراد البحر أو سرطان النهر ويُستخدم لصيد جراد البحر. ويمكن لمصيدة جراد البحر الإمساك بالعديد من جراد البحر. ويتم إنشاء مصائد جراد البحر من الأسلاك والخشب. تسمح فتحة المصيدة بدخول جراد البحر في نفق من الشبك. وعادة ما يتم تصنيع الأواني في جزأين، يُسميان «الغرفة» أو «المطبخ»، حيث يكون هناك الطعم وبها مخرج إلى «الصالون»، حيث يتم الإمساك بجراد البحر وعدم السماح له بالهرب. وعادة ما يتم إسقاط أواني جراد البحر إلى قاع البحر بمجموعات كبيرة تبلغ اثنتي عشرة في المرة الواحدة، ويتم تعليمها بطافية بحيث يمكن التقاطها لاحقًا.

## الوصف

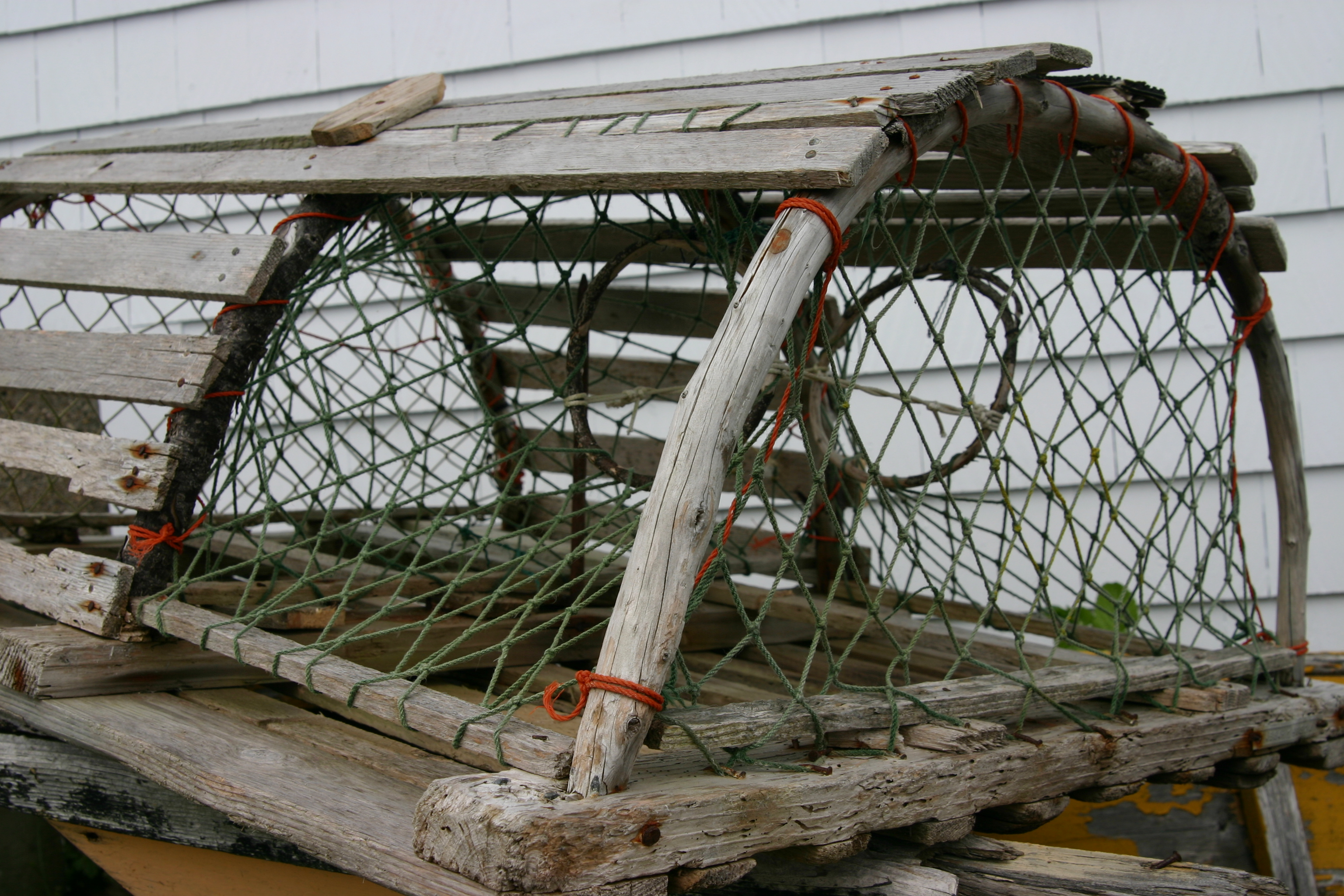
نوع آخر من مصيدة جراد البحر

يمكن أن تتكون المصيدة من إطار خشبي محاط بشبكة أحبال. وتتألف معظم المصائد الأحدث الموجودة في الشمال الشرقي من الولايات المتحدة الأمريكية وأقاليم ميريتايمس تتألف من إطار معدني مطلي بالبلاستيك. ويتم وضع قطعة من الطعم، عادة أسماك أو سمكة مفرومة، داخل المصيدة ويتم إسقاط المصائد في قاع البحر. ويتم ربط حبل طويل بكل مصيدة، وفي نهاية الحبل توجد عوامة طافية تحمل رقم رخصة المالك. ويتم تصميم مداخل المصائد لتكون أحادية الاتجاه. ويتم فحص المصائد كل يوم من قِبل الصياد وتزويدها بالطعم إذا لزم الأمر. وأشارت إحدى الدراسات إلى أن مصائد جراد البحر هي غير فعالة للغاية، وتسمح لجميع جراد البحر بالهروب تقريبًا. وتعمل إعادة التطعيم التلقائي على تحسين الفاعلية.

## معلومات تاريخية
لقد تم اختراع مصيدة جراد البحر عام 1808 من قِبل إبنزر ثورندايك في بلدة سومبسكت، ماساتشوستس. وبحلول عام 1810، قيل إن المصيدة الخشبية نشأت في كيب كود، ماساتشوستس. واستخدم صيادو نيو إنجلاند (إنجلترا الجديدة) في الولايات المتحدة الأمريكية هذه المصيدة لسنوات قبل أن تقدمها الشركات الأمريكية للصيادين الكنديين من خلال مصانع التعليب في الساحل الأطلسي.